# Hector de Chartres
Hector de Chartres, mort en 1418 (d'autres sources disent qu'il serait mort à Azincourt), seigneur d' Ons-en-Bray en Beauvaisis, est un grand-maître des eaux et forêts de Normandie et Picardie (à partir de 1389) et chambellan du duc d'Orléans en 1403. Il est l'auteur d'un Coutumier des forêts (entre 1398 et 1409, ou peu après), formalisation des droits particuliers propres au forêt royales normandes,,,. Il serait le fils de, Jean de Chartres, et le père de Regnault de Chartres, archevêque-duc de Reims (1380-1444) et d'un autre fils homonyme. Chartres serait le nom d'une Maison du Beauvoisis éteinte au XVe siècle.

## LeCoutumier des forêts
Une grande enquête des forêts est réalisée en Normandie par Hector de Chartres et Jean de Garancières entre la fin du XIVe et le début du XVe siècle. La paternité du Coutumier des forêts, conservé aux archives départementales de la Seine-Maritime, longtemps attribué aux deux hommes, est aujourd’hui remise en question,.